# 昇仙峽

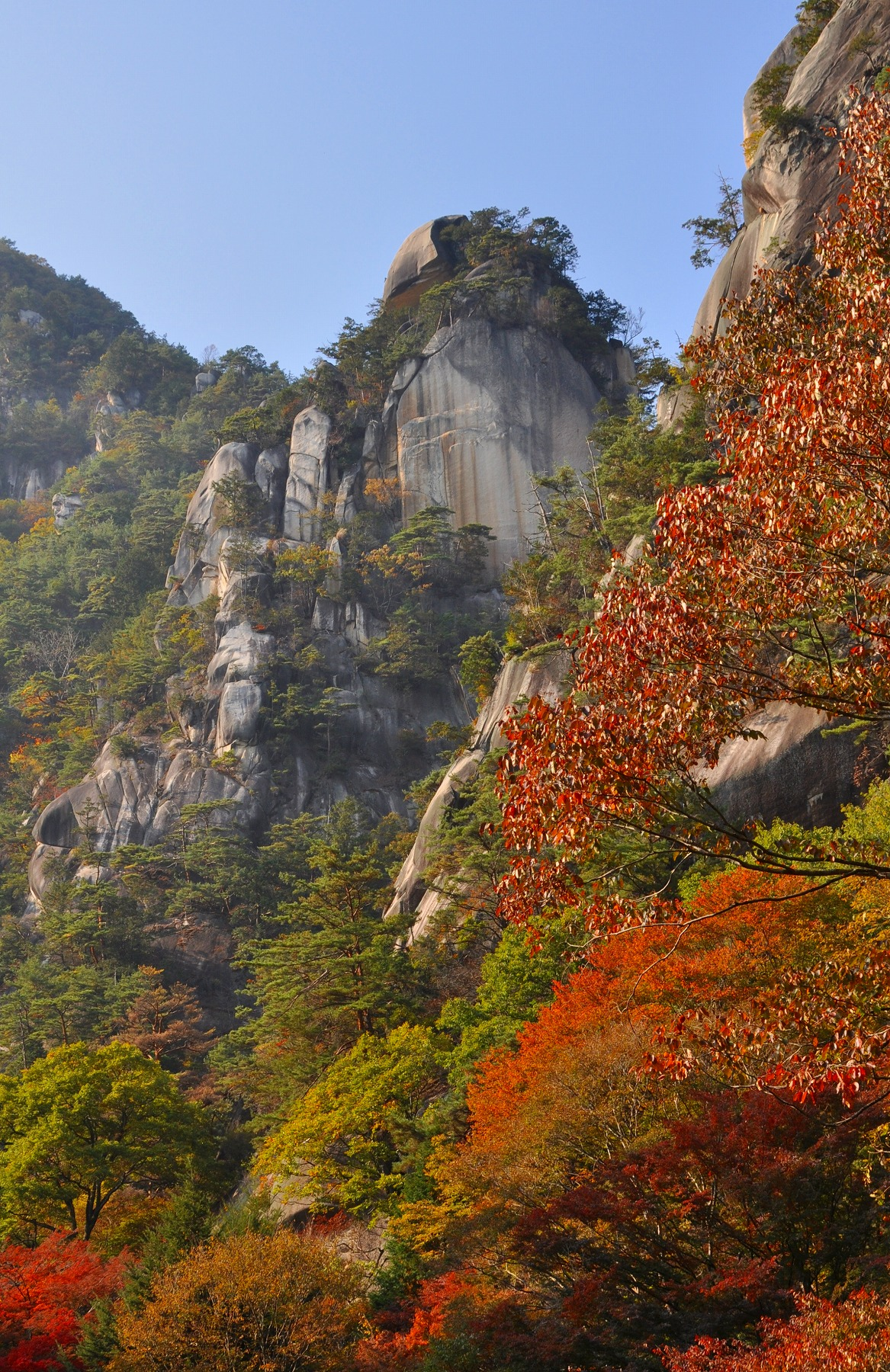
覺圓峰。這張圖是秋季時的昇仙峽。

昇仙峽（日语：しょうせんきょう）是位在山梨縣甲府市甲府盆地北側、富士川的支流荒川上游的一条溪谷。1923年（大正12年）被指定為國指定名勝、1953年（昭和28年）昇格為特別名勝。正式名稱是御嶽昇仙峡（みたけしょうせんきょう），一般多以新字體寫作御岳昇仙峡。屬於秩父多摩甲斐國立公園，也是此公園具代表性的名勝。名列日本二十五勝、平成之名水百選等。

## 景勝地
- 豆腐岩
- 駱駝岩
- 貓岩
- 人面岩
- 登龍岩
- 羅漢寺
- 石門
- 覺圓峰（昇仙峽的象徵）
- 天狗岩
- 仙娥瀑布

## 關連項目
- 特別名勝
- 彌三郎岳

## 外部連結
- 昇仙峽觀光協會 （页面存档备份，存于）